# Game Informer
A Game Informer (também conhecida pela abreviatura GI) foi uma revista estadunidense de publicação mensal especializada em videogames publicada pela GameStop. Publicava artigos, notícias, estratégias e análises dos jogos mais populares do momento, tanto para PC quanto para consoles.
Fundada em agosto de 1991, a revista possuía cerca de três milhões de assinantes, de acordo com Andrew Reiner, o que fez dela a revista especializada em videogames de maior circulação no planeta e a 23ª de maior circulação entre revistas de todos os tipos. Além disso, a Game Informer esteve no "top four" de revistas mais lidas por homens entre 18 e 34 anos.
Em novembro de 2009, a revista e o website da Game Informer foram completamente remodelados para a comemoração da 200ª edição da revista.
Em agosto de 2024, a GameStop descontinuou a Game Informer após 33 anos de mercado e 367 edições publicadas.

## Equipe

### Últimos Membros
- Andy McNamara (The Game Hombre): desde 1991
- Andrew Reiner (The Raging Gamer): desde 1994
- Matt Helgeson (The Original Gamer): desde 1999
- Matthew Kato (The Gaming Katana): desde 2001
- Adam Biessener (The Alpha Gamer): desde 2003
- Joe Juba (The Real American Gamer): desde 2003
- Matt Miller (The Once And Future Gamer): desde 2004
- Matt Bertz (Lord Gamington III): desde 2006
- Bryan Vore (The Gamer's Advocate): desde 2007
- Ben Reeves (Your Friendly Neighborhood Gamer): desde 2006
- Satan the Dark Prince (Jellybeans)

### Ex-membros
- Paul Anderson (The Pro Player, Game Professor): 1992-2001
- Elizabeth Olson: 1991-1994
- Rick Petzoldt (The Video Ranger): 1991-1995
- Marianne Morgan (The Game Master): 1991
- Ed Martinez (The Video Wizard): 1991
- Erik Reppen (The PC Jedi): 1996-1997, 1999-2001
- Ross VanDerSchaegen (The Rebel Gamer): 1991-1995
- David "Vinnie" Vinyon (The Video Vigilante): 1994-1996
- Ryan McDonald (The Arcade Alchemist): 1995-1997
- Jon Storm (The Greedy Gamer): 1996-1999
- Robert Stoute (The Game Cassanova): 1997-1999
- Paul Bergren (The Game Burrito): 1997-1999
- Lisa Mason (La Game Nikita): 2002-2006
- Beaux Hawkins (The Arcade Assassin): 1998-1999
- The Vidiot (Minister of Destruction): 2000-2001
- Jay Fitzloff (The Gonzo Gamer): 1999-2002
- Justin Leeper (The Digital Deviant): 2001-2004
- Chet Barber (The Joystick Jockey, The Chronic Gamer): 2002-2003
- Jeremy Zoss (Gamezilla): 2003-2006
- Kristian Brogger (The Game Dawg, The Video Viking): ???-2004

## Análises
A Game Informer publicava análises de jogos para PCs; consoles, incluindo PlayStation 5, PlayStation 4, PlayStation VR, Xbox Series X, Xbox One e Nintendo Switch; e dispositivos móveis com Android e iOS.